# Testudo graeca marokkensis
Sous-espèce
Synonymes
- Testudo graeca lamberti Pieh & Perälä, 2004

Testudo graeca marokkensis est une sous-espèce de tortues de la famille des Testudinidae.

## Répartition
Elle est endémique du Maroc.

## Publication originale
- Pieh & Perälä, 2004 : Variabilität der Maurischen Landschildkröten (Testudo graeca Linnaeus, 1758 – Komplex) im zentralen und norwestlichen Marokko mit Beschreibung zweier neuer Taxa (Testudines: Testudinidae). Herpetozoa, vol. 17, n. 1/2, p. 19–47 (texte intégral).